# Jean des Cognets
Jean des Cognets (n. 15 decembrie 1884, Saint-Brieuc, Bretagne, Franța – d. 19 decembrie 1961, Paris, Franța) a fost un avocat, scriitor și om de presă francez.

## Biografie
Sillonnist și catolic, el a devenit animatorul hebdomadarului L'Âme française în 1917.
A fost directorul ziarului L'Ouest-Éclair.
În 1921 a primit premiul Archon-Despérouses al Academiei Franceze.

## Lucrări (selecție)
- Mélanges d'histoire littéraire (1905)
- Étude sur les manuscrits de Lamartine conservés à la Bibliothèque nationale (1906)
- Les Idées morales de Lamartine (1909)
- La vie intérieure de Lamartine d'après les souvenirs inédits de son plus intime ami J. M. Dargaud (1913)
- D'un Vieux monde (1918)
- Jocelyn, épisode : journal trouvé chez un curé de village (1952)
- Marc Sangnier : sa vie, son œuvre (1925)